# (15960) Hluboká
(15960) Hluboká est un astéroïde de la ceinture principale nommé en l'honneur de la ville tchèque de Hluboká nad Vltavou.